# دافيلسون مورايس
دافيلسون مورايس (مواليد 3 فبراير 1989) هو ملاكم من الرأس الأخضر، مثّل بلاده في الألعاب الأولمبية الصيفية 2016.

## روابط خارجية
دافيلسون مورايس على موقع أوليمبيديا (الإنجليزية)